# Trenino Verde

Logo del Trenino Verde

Il Trenino Verde della Sardegna è il servizio turistico ferroviario dell'ARST. Il Trenino Verde ha la più estesa rete ferroviaria turistica d’Europa (438 km) e ad oggi viaggia su 5 differenti itinerari .

## Profilo e storia

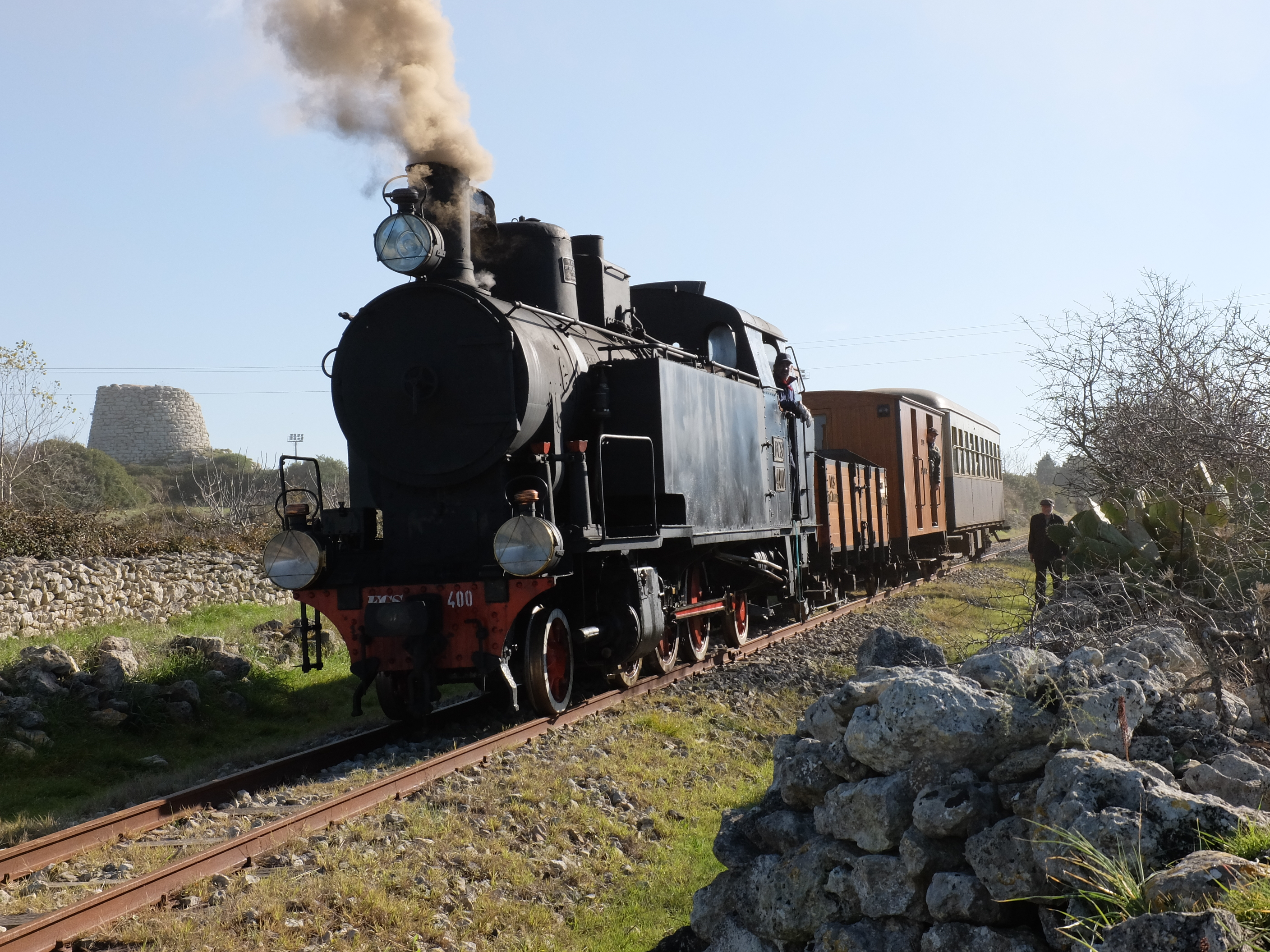
Convoglio del Trenino Verde trainato da locomotiva a vapore FCS gruppo 400 in sosta nei pressi del nuraghe Is Paras a Isili

Caratterizzate da tempi di percorrenza piuttosto elevati e da tracciati tortuosi situati in zone suggestive dal punto di vista paesaggistico, le ferrovie a scartamento ridotto sarde hanno sempre attirato l'attenzione dei viaggiatori per gli scenari che si presentavano durante i viaggi lungo queste linee. Già nel 1921 lo scrittore britannico David Herbert Lawrence, nel suo libro Mare e Sardegna, raccontò le sue esperienze di viaggio lungo la Cagliari-Isili-Sorgono.
(David H. Lawrence, Mare e Sardegna, 1921)
Nel dopoguerra prese pian piano corpo una vera e propria forma di turismo ferroviario nell'isola, fatto che spinse le concessionarie delle linee secondarie di allora, ovvero Strade Ferrate Sarde e Ferrovie Complementari della Sardegna, a organizzare in maniera più organica un servizio per i turisti negli ottanta. Si scelse così il nome di Trenino Verde, denominazione utilizzata per la prima volta nel 1984, per via dei tanti tratti ricchi di vegetazione che si incontravano sul cammino dei convogli.

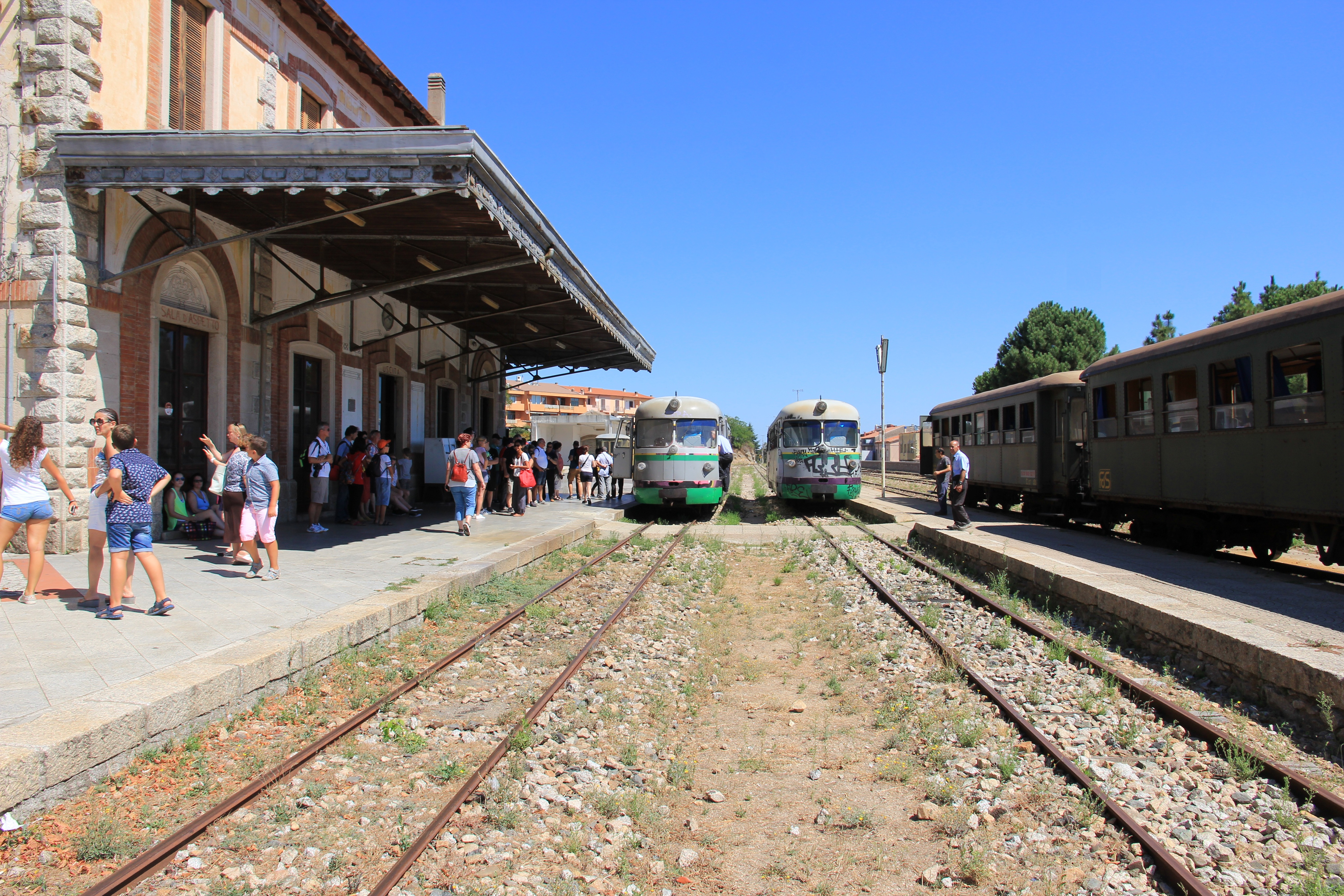
Automotrici ADm dell'ARST nella stazione di Tempio, lungo la linea tra Sassari e Palau

Vista la crescente domanda di turismo ferroviario, le Ferrovie della Sardegna (nate nel 1989 dalla fusione di FCS ed SFS), col supporto di ESIT, WWF e Italia Nostra, ottennero finanziamenti da parte della Regione e della Comunità Europea per far fare un salto di qualità al servizio. Con questi soldi furono sottoposte a restauro locomotive a vapore, carrozze d'epoca, stazioni e porzioni di linea.
Il 10 maggio 1995, 14 anni dopo la sua chiusura, la ristrutturata tratta Tresnuraghes-Bosa Marina fu riaperta al traffico ferroviario dei convogli del Trenino Verde, divenendo così la prima linea ad utilizzo esclusivamente turistico della Sardegna. Due anni dopo, il 16 giugno 1997, 4 linee della rete FdS, la Mandas-Arbatax, la Isili-Sorgono, la Macomer-Tresnuraghes e la Nulvi-Tempio-Palau, vennero chiuse al traffico ordinario e riconvertite anch'esse a linee turistiche.
Sempre nell'ambito del progetto Trenino Verde furono aperti due musei a tema, nei locali adiacenti alle stazioni di Monserrato e di Tempio Pausania.
Nel 2010, con la fusione dell'ARST Gestione FdS (denominazione assunta dalle FdS nel 2008) all'interno dell'ARST, quest'ultima società ha ereditato dalla precedente la gestione delle linee a scartamento ridotto sarde, comprese quelle del Trenino Verde. Nel corso del 2015, con la chiusura al servizio di trasporto pubblico della Sassari-Nulvi, l'intera linea Sassari-Tempio-Palau diviene una linea esclusivamente turistica.
Nel 2023 nasce la fondazione Trenino Verde che vede partecipare come soci fondatori oltre la Regione Autonoma della Sardegna e l’Arst, anche 47 comuni (Aggius, Aritzo, Arzana, Belvì, Bortigiadas, Bosa, Calangianus, Chiaramonti, Desulo, Elini, Flussio, Gairo, Girasole, Ilbono, Isili, Jerzu, Laconi, Laerru, Lanusei, Luras, Macomer, Magomadas, Mandas, Martis, Meana Sardo, Modolo, Nulvi, Nurallao, Osilo, Osini, Perfugas, Ploaghe, Sadali, Sant'Antonio di Gallura, Sassari, Serri, Seui, Sorgono, Suni, Tempio Pausania, Tinnura, Tonara, Tortolì, Tresnuraghes, Ulassai, Ussassai, Villagrande Strisaili); lo scopo è una nuova gestione del trenino turistico ed anche il recupero, la promozione, tutela, e valorizzazione dell’infrastruttura ferroviaria.

## Linee
I mezzi del Trenino Verde viaggiano su una rete di 438 km di linee utilizzate esclusivamente a fini turistici:

### Compartimento di Cagliari

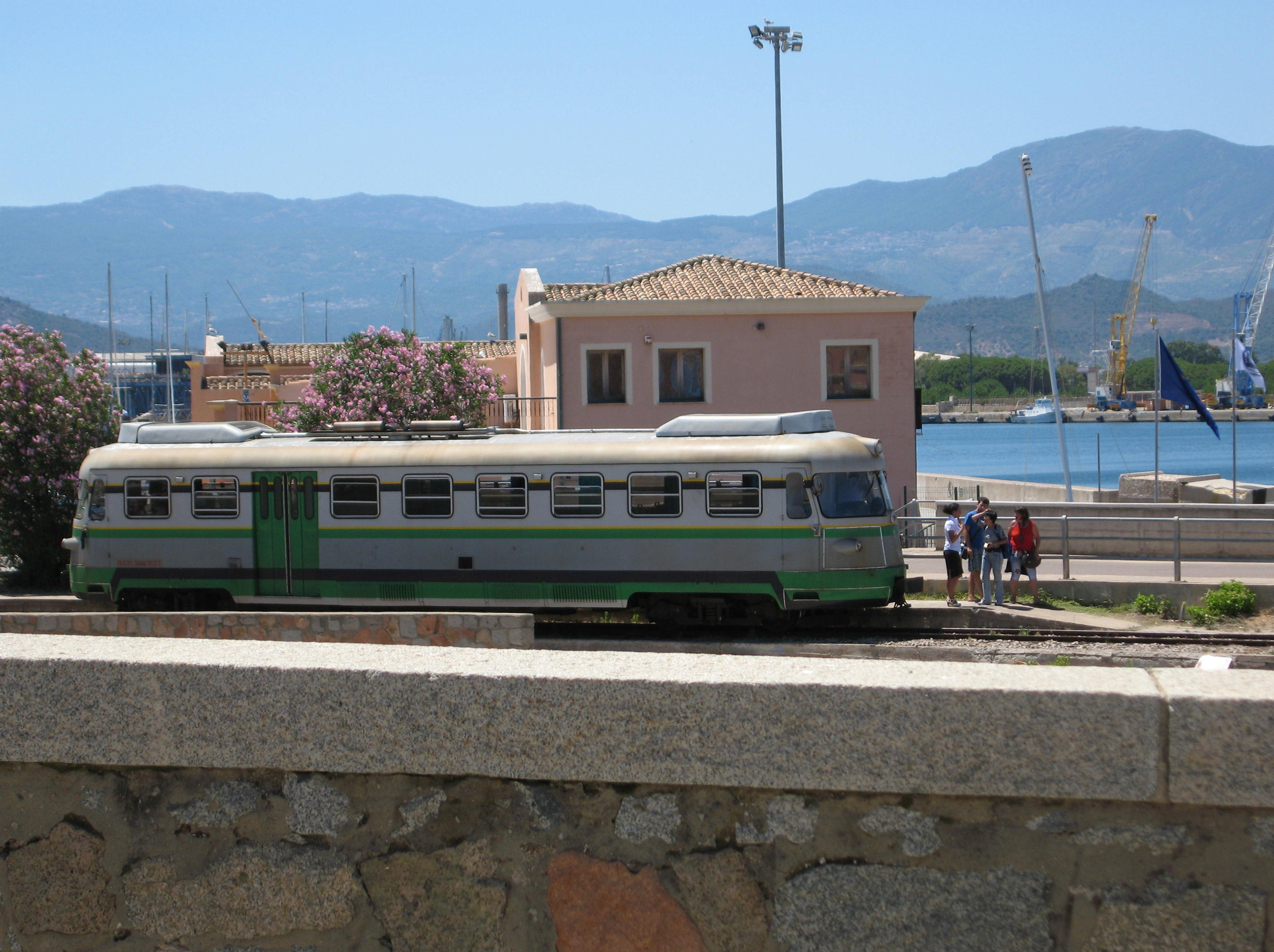
Automotrice ADe in sosta nella stazione di Arbatax, posta dinanzi al porto ogliastrino

- Mandas - Arbatax (159 km)
- Isili - Sorgono (83 km)

### Compartimento di Sassari-Macomer
- Macomer - Bosa (46 km)
- Sassari - Tempio - Palau (150 km)

Le linee sono utilizzabili tutto l'anno su prenotazione noleggiando un convoglio e personalizzando l'itinerario, d'estate inoltre su queste tratte si effettua un servizio regolare secondo un determinato orario e calendario.

## Mezzi

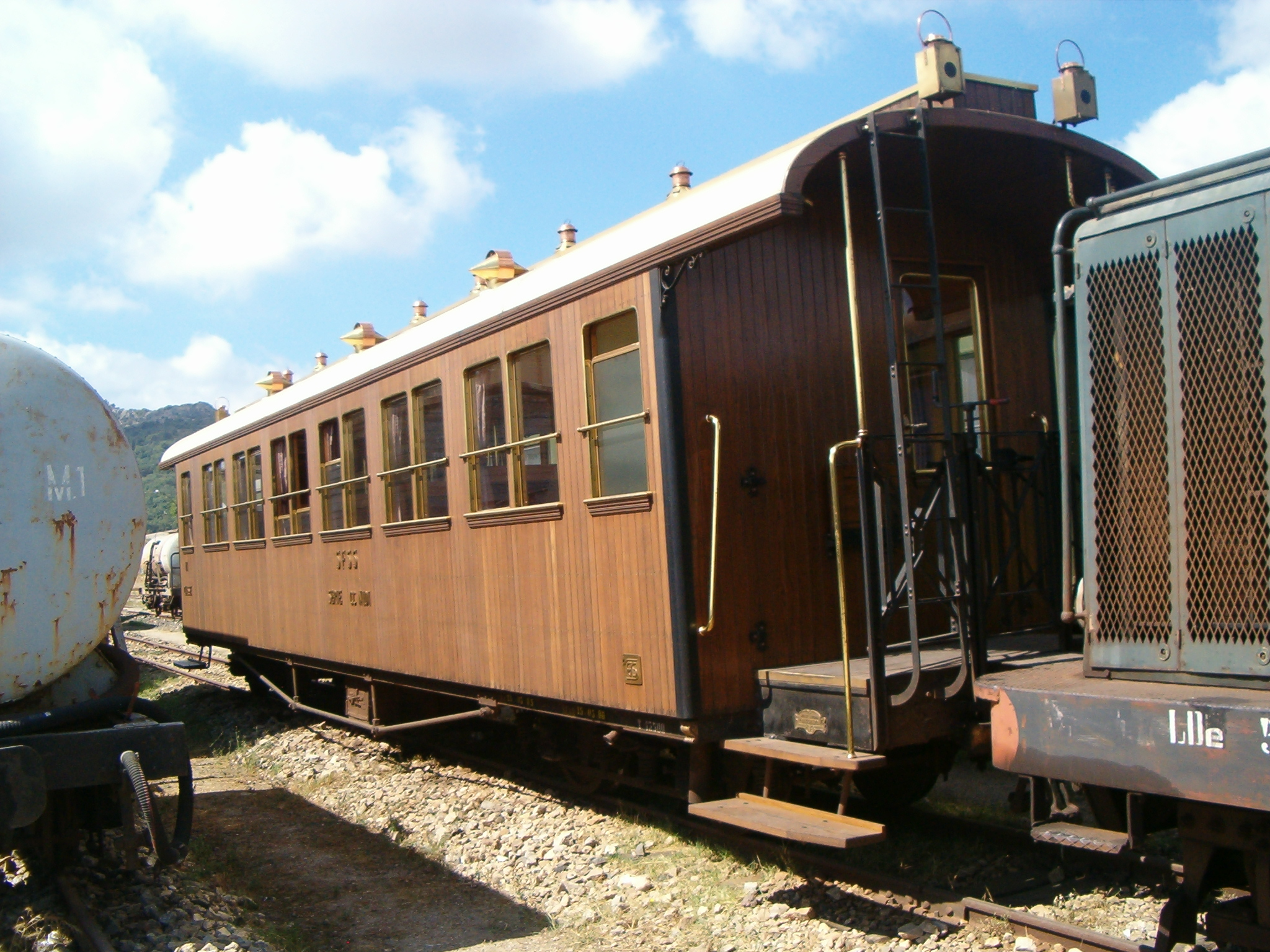
Carrozza Bauchiero

Sulle linee del Trenino Verde si impiegano i mezzi utilizzati nelle linee di trasporto pubblico dell'ARST, ovvero automotrici diesel ADe e ADm, locomotive diesel LDe e carrozze modello V2d. Ma in determinati casi, in certi periodi dell'anno o su richiesta, si possono utilizzare mezzi d'epoca ristrutturati. Il parco treni storico dell'ARST utilizzato per i viaggi è composto da
- Locomotiva a vapore FCS 400 delle Officine Meccaniche Reggiane prodotta nel 1931, utilizzata nel compartimento di Cagliari
- Locomotiva a vapore FCS 5 della Breda prodotta nel 1914, utilizzata nel compartimento di Macomer
- Locomotiva a vapore SFS 5 della Breda prodotta nel 1930, utilizzata nel compartimento di Sassari
- Carrozze Bauchiero del 1913

Tuttavia i mezzi a vapore non sono utilizzati nel periodo estivo, per via della legislazione regionale in materia di prevenzione degli incendi.

## Dati di traffico
| Linea                | Km Percorsi | Numero Passeggeri |
| -------------------- | ----------- | ----------------- |
| Mandas-Arbatax       | 93607       | 40307             |
| Isili-Sorgono        | 6909        | 3092              |
| Macomer-Bosa Marina  | 6246        | 2804              |
| Sassari-Tempio-Palau | 21497       | 14488             |
| Totale               | 128259      | 60771             |

(dati relativi all'anno 2005)

## Progetti di utilizzo delle linee con i velocicli
C'è un progetto di utilizzare i binari del Trenino Verde attraverso l'uso della bici-rotaia, come già avviene in Francia, dove sono state rivitalizzate anche le linee ferroviarie turistiche. 
La bici su rotaia  o in Ferrociclo in Sardegna è vista come un modo per sviluppare il turismo nelle zone interne, in particolare nella zona montuosa dell'Ogliastra situata a soli 20-25 minuti dal mare. I sindaci di Ussassai, Lanusei e Tortolì hanno risposto positivamente al progetto di linea ciclabile, proposto nel 2018. Tale progetto è stato oggetto di presentazione nel 2022 durante il Festival del Turismo Responsabile IT.A.Cà di Lanusei.

## Difesa del Trenino Verde
Il fascino del Trenino Verde è stato ed è messo a dura prova da politiche che ne ostacolano il pieno funzionamento. 
Le prime battaglie per il Trenino Verde hanno avuto inizio nel 1996, quando è stata chiusa la tratta passeggeri Mandas-Laconi-Sorgono. In quell'anno è stato istituito il Comitato per la salvaguardia del Trenino Verde, tramite il Sindaco di Laconi, Paolo Pisu, che ha convocato i sindaci della tratta. Alla fine, dopo un anno di lotta, si è giunti alla decisione che si chiudesse la tratta per quanto riguardava il traffico passeggeri ordinario ma quantomeno si aprisse un nuovo discorso per il traffico turistico del Trenino Verde.  
Il Comitato per la salvaguardia del Trenino Verde è, infatti, nato per chiedere la piena efficienza di questo servizio. Vi aderiscono operatori turistici, economici, amministratori dei territori interessati dalle tratte, associazioni e sindacati. Nel 2014 Paolo Pisu, coordinatore del comitato, insieme ad altri sindaci del territorio, ha protestato con la regione Sardegna per la sospensione del servizio. La giunta ha comunicato poi di aver trovato le risorse per proseguire le corse fino al 30 settembre, coprendo così la stagione turistica. Il Comunicato chiedeva tuttavia che venissero spese le risorse a disposizione per procedere alla ristrutturazione delle linee e all'acquisto di nuove carrozze per prospettive future. 
Nel 2015 il Trenino Verde è stato di nuovo fermato, con la sospensione del servizio. In quel caso è intervenuto il parlamentare Mauro Pili che ha criticato la regione come incapace di gestire un patrimonio unico come quello del Trenino Verde.  Talmente unico che, nel 2019, la Sardegna era pronta a completare il dossier per la candidatura del Trenino Verde a Patrimonio dell’UNESCO, ma poi il progetto non andò avanti. 
Nel 2020, con le difficoltà turistiche dovute alla pandemia di Covid 19, il comitato chiedeva un confronto con la regione per l'apertura di tutte le tratte coinvolte dal Trenino Verde, in particolare la tratta Laconi–Sorgono, la più suggestiva, chiusa da tre anni per manutenzione per via di cedimenti sui ponti, come quello tra le stazioni di Laconi e Ortuabis, sui quali bisognava intervenire. 
Nel 2023 ci sono state varie proteste per far sì che il Trenino Verde funzioni regolarmente e non cada in rovina, visto che ogni anno si riesce a utilizzarlo sempre meno.
A marzo il Comitato per la salvaguardia del Trenino Verde ha promosso un sit-in a Cagliari, davanti all'assessorato ai Trasporti, per chiedere un progetto generale di valorizzazione su piano pluriennale, di cinque o dieci anni. Il coordinatore del comitato, Paolo Pisu, ha stimato i costi del progetto in circa 250 milioni di euro. Queste risorse si potrebbero prendere, secondo Pisu, dai fondi comunitari, dai fondi statali e dai fondi regionali. “Lo scorso anno – ha spiegato - l'allora ministro Franceschini ha stanziato 62 milioni da fondi Pnrr per il Trenino Verde della Sardegna, affidandoli a RFI che poi dovrà cooperare con ARST e con la regione". 
Ogni anno sorgono cantieri per rattoppare la linea, che durano dai sei agli otto anni e interrompono le tratte di questo percorso. Nell'estate del 2023 il primo viaggio da Arbatax a Lanusei è partito solo il 30 giugno, mentre per arrivare a Gairo si è dovuto attendere il 5 agosto, perdendo così maggior parte della stagione turistica estiva. Inoltre, da ottobre a dicembre, i viaggi saranno del tutto interrotti, mentre Ussassai continua a rimanere fuori dalle linee servite.
Secondo le stime dell'ex presidente dell'ARST, Chicco Porcu, il Trenino Verde della Sardegna potrebbe trasportare più di 300 mila turisti l'anno.